# Bumbu (tempero)

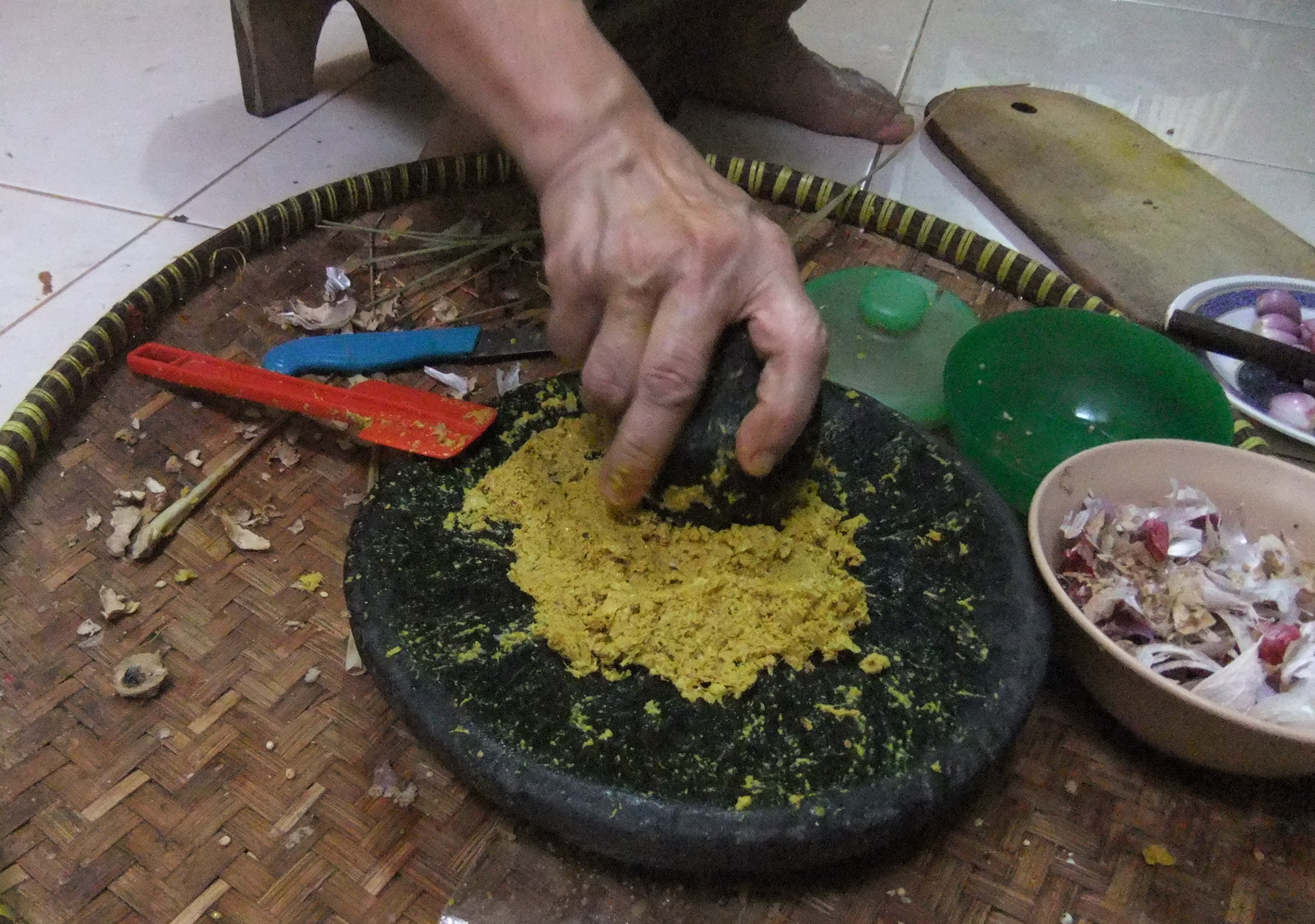
Várias especiarias são preparadas para criar um bumbu.

Bumbu é a palavra indonésia para uma mistura de especiarias, e frequentemente aparece no nome de temperos, molhos e pastas. O dicionário oficial da língua (Indonésio: Kamus Besar Bahasa Indonesia Pusat Bahasa) descreve bumbu como "vários tipos de ervas e plantas que tem aroma e sabor agradáveis - como gengibre, açafrão, galanga,noz-moscada e pimenta - que são usados para realçar o sabor dos alimentos".
É típico da cozinha Indonésia e suas variantes regionais. A mistura é usada com vários tipos de carne, frutos do mar e legumes em cozidos, sopas, churrascos, sotos, gulais, e também como um complemento para macarrão instantâneo.
Também são frequentemente feitas combinações com temperos típicos do Sudeste da Ásia, como capim-limão e galanga, cardamomo e pimenta e tamarindo e açafrão-da-terra.
Ao contrário da tradição da culinária da Índia, que costuma usar temperos em pó, a culinária da Indonésia favorece o uso de ingredientes frescos. Tradicionalmente, eles são misturados para se tornarem uma pasta úmida usando um almofariz e um pilão.

## Função
A principal função do bumbu, hoje em dia, é adicionar ou realçar sabor e aroma, mas antes do desenvolvimento da refrigeração de alimentos as especiarias eram usadas como conservantes para alimentos. Alho, chalotas, cebolinha, gengibre e galanga tem propriedades antimicrobianas, e servem como conservantes naturais.

## Especiarias utilizadas

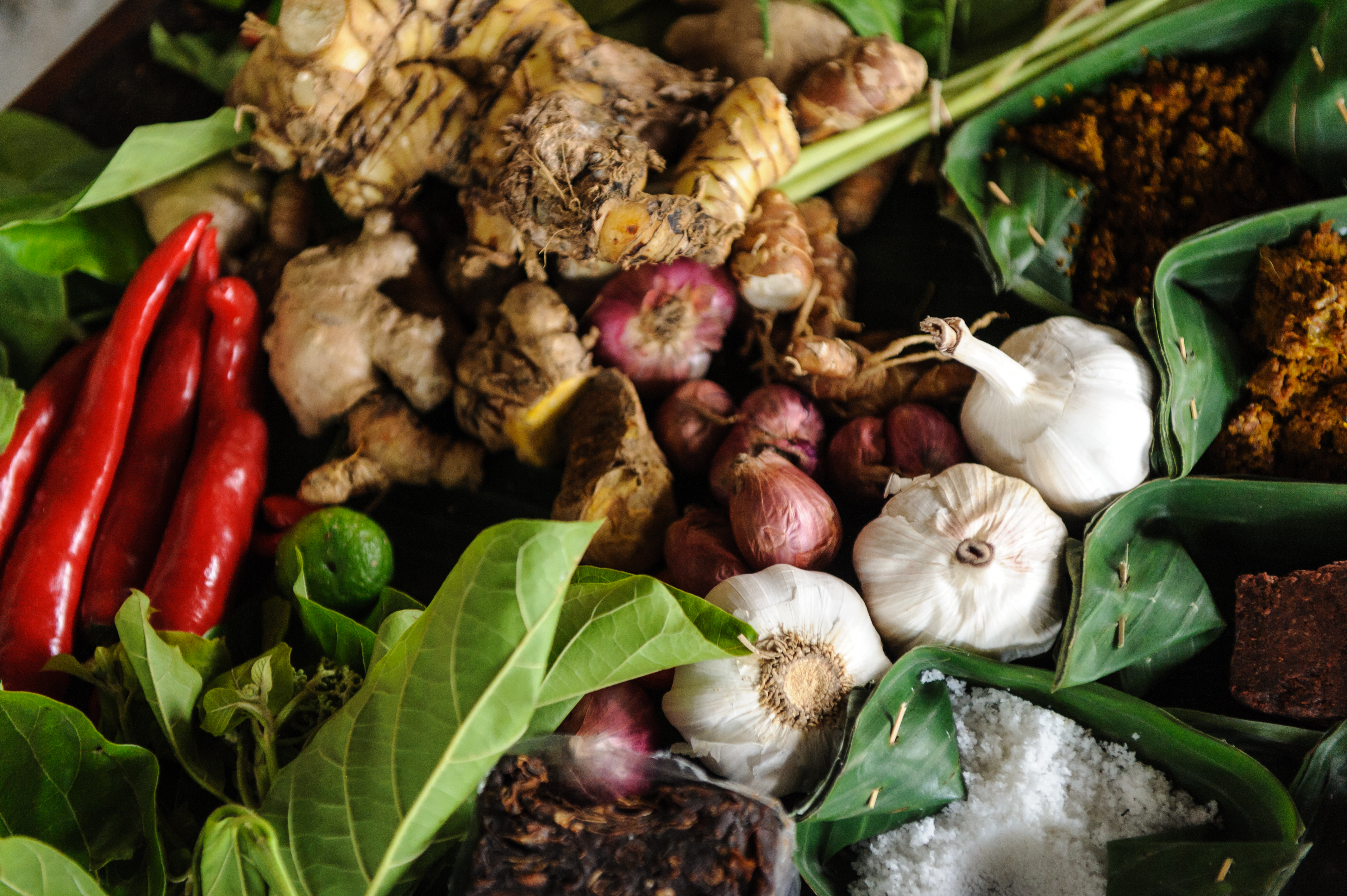
Especiarias indonésias

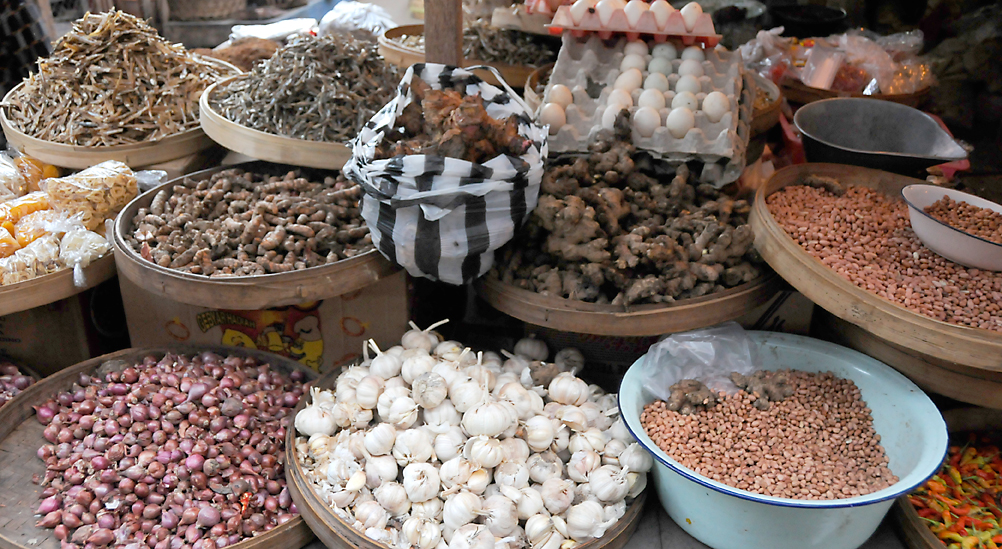
Várias especiarias da Indonésia

Especiarias como pala (noz-moscada), cengkeh (cravo), kemiri (noz-da-índia), daun pandan (Pandan folhas), kluwek (Pangium edule) e laos (galanga) são nativas da Indonésia. É provável que  lada hitam (pimenta preta), kunyit (açafrão-da-terra), sereh (capim-limão), salam koja (caril), bawang merah (chalota), kayu manis (canela), ketumbar (coentro), jahe (gengibre) e asam jawa (tamarindo) foram introduzidos no país vindo da Índia ou da Ásia continental, enquanto daun bawang (cebolinha) e bawang putih (alho) vieram da China. Outros ingredientes, como pimentão e tomate, foram introduzidas no país pelos comerciantes portugueses e espanhóis na Era dos Descobrimentos, no século XVI. Especiarias comumente utilizadas para fazer bumbu são:
- Adas manis (anis)
- Andaliman (pimenta de sichuan)
- Asam jawa (tamarindo)
- Bawang merah (chalota)
- Bawang putih (alho)
- Bunga lawang (estrela-de-anis)
- Cabai rawit (pimenta olho-de-pássaro)
- Cabai merah (pimenta chili)
- Cengkeh (cravo-da-índia)
- Daun bawang (alho-poró ou cebolinha)
- Daun kari ou salam koja (caril)
- Daun pandan (pandan)
- Daun salam (folha de louro)
- Jahe (gengibre)
- Jeruk purut (combava)
- Jeruk nipis (lima)
- Jintan (cariz)
- Kapulaga (cardamomo)
- Kayu manis (canela)
- Kecombrang (gengibre selvagem)
- Kemiri (noz-da-índia)
- Ketumbar (coentro)
- Kluwek ou keluwak (Pangium edule)
- Kunyit ou kunir (açafrão-da-terra)
- Lengkuas ou laos (galanga)
- Lada hitam (pimenta preta)
- Pala (noz-moscada)
- Sereh (capim-limão)
- Temu kunci (Boesenbergia rotunda, raiz-de-dedo)
- Temu lawak (cúrcuma da Indonésia)

## Tipos comuns de bumbu

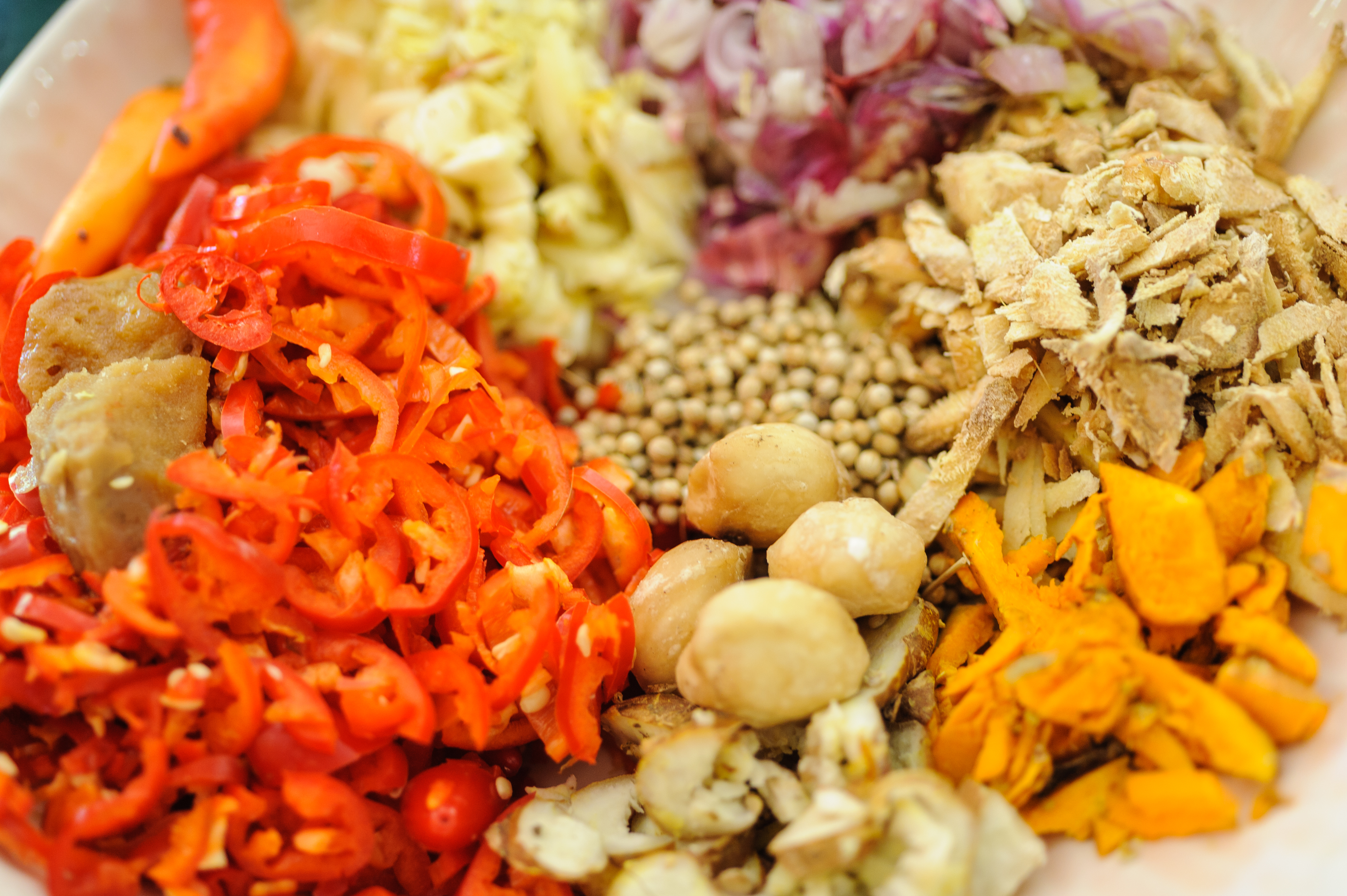
Alguns dos ingredientes básicos da Indonésia bumbu

Há uma miríade de variações de misturas de tempero bumbu; no entanto, quatro bumbu genéricos são reconhecidos e divididos de acordo com suas cores.
1. Bumbu dasar putih (bumbu básico branco): é uma mistura de chalotas picadas, alho, galanga, noz-da-Índia e coentro, todos fritos em óleo de coco. Pode ser usado na preparação de diversos pratos, como soto e tempeh, e pode ser armazenado na geladeira. [9]
2. Bumbu dasar merah (bumbu básico vermelho): feito de pimenta vermelha, chalota, alho, tomate, pasta de camarão, açúcar de coco e sal, fritos em óleo de coco. É comumente usado na preparação de nasi goreng. [10]
3. Bumbu dasar kuning (bumbu básico amarelo): consiste em cebolinha, alho, noz-da-índia, açafrão queimado, coentro, gengibre, galanga e pimenta-do-reino, fritos em óleo de coco.[11]
4. Bumbu dasar jingga/oranye (bumbu básico laranja): feito de pimenta vermelha, chalotas, alho, cariz, estrela-de-anis, coentro, noz-da-índia, cúrcuma, gengibre, galanga e pimenta do reino, fritos em óleo de coco. É utilizado na preparação de curry Indonésio.[12]